# Olímpio Cipriano
Olímpio Cipriano, né le 9 avril 1982 à Luanda, en Angola, est un joueur angolais de basket-ball, évoluant au poste d'ailier.

## Palmarès
- Champion d'Afrique 2005, 2007, 2009
- Médaille d'or aux Jeux africains de 2003